# 長野県伊那弥生ヶ丘高等学校
長野県伊那弥生ヶ丘高等学校（ながのけんいなやよいがおかこうとうがっこう）は、長野県伊那市西町にある公立の高等学校である。通称「弥生（やよい）」。かつての伊那高等女学校であるため、同窓会は女性が中心である。
「弥生ヶ丘」という校名は、敷地内を工事していた際、弥生土器が発見されたことに由来する。文化祭は「弥生祭」と称する。

## 特徴
高等女学校の流れを汲むこともあり、母子2代、祖母・母・孫の3代での入学者も多い。女子校時代の出身者の中には元タカラジェンヌやミス・インターナショナル長野県代表者もいる。
伊那高等女学校時代には、大韓民国の金大中元大統領の亡き先妻・車容愛（차용애）が日本名で在学していたことがある。戦時中だったこともあり、その事実はほとんど知られていなかったが、1998年頃に地元の新聞に取り上げられて話題になった。
卒業生の進学先は、地元の信州大学の他、国公立・私立ともにその多くは首都圏、中京圏、近畿地方など県外へ進学する。
男子ソフトボール部、器楽部、などが、全国大会の常連校であった。
男女共学になってから校歌が新しくなり、中田喜直作曲の三拍子の校歌となった。作詞は宮澤章二。
2019年には野球部が県大会にて準優勝の成績を修めている。

## 沿革
- 1911年 - 長野県伊那町立伊那実科女学校として開校。
- 1920年 - 上伊那郡に移管され、上伊那郡立伊那高等女学校となる。
- 1922年 - 長野県に移管され、長野県伊那高等女学校となる。
- 1948年 - 学制改革により、長野県伊那南高等学校となる。
- 1949年 - 長野県伊那東高等学校を統合し、現在の校名となる。
- 1977年 - 男女共学を実施。新校歌制定。

## 著名な出身者
- 車容愛（朝鮮語版） - 金大中元大統領夫人
- 唐沢潤 - 俳優・声優。演劇集団 円所属
- 木谷映美 （改名後は映美→美月れいな）- 元AV女優
- 東野佑美 - 元nico。モデル・女優・歌手
- なるみ - オトメ☆コーポレーション
- 井口理 - King Gnu（ボーカル、キーボード）
- ヤジマレイ（矢島嶺） - FAITH（ギター、ボーカル）
- 桐山明日香 - 陸上競技（走幅跳）選手
- 田中ふさ子 - 小学校教師（生活綴方運動）
- 中谷崇 - 立命館大学教授（民法）

## 最寄駅
- JR東海飯田線：伊那市駅徒歩16分